# Franc Koračin
Franc Koračin, slovenski častnik, * 1966.
Polkovnik Koračin je bivši poveljnik 172. UBP.

## Vojaška kariera
- poveljnik, 172. učni bataljon pehote SV (2002)

- povišan v polkovnika: 26. oktober 2011
- povišan v brigadirja SV 15. maja 2015.

## Odlikovanja in priznanja
- bronasta medalja Slovenske vojske (11. maj 2000)